# Creator Ineffabilis
Creator ineffabilis (in latino: "O Creatore ineffabile") è il nome con cui è comunemente nota una preghiera attribuita a San Tommaso d'Aquino. È tradizione recitarla prima di mettersi a studiare [1], cominciare una lezione  o preparare un'omelia . Papa Pio XI ne raccomanda la diffusione nella sua enciclica Studiorum Ducem (1923). 

## Testo
| Latino | Italiano |
| --- | --- |
| Creator ineffabilis, qui de thesauris sapientiae tuae tres Angelorum hierarchias designasti, et eas super caelum empyreum miro ordine collocasti, atque universi partes elegantissime distribuisti: Tu, inquam, qui verus Fons Luminis et Sapientiae diceris, ac supereminens Principium, infundere digneris super intellectus mei tenebras, tuae radium claritatis, duplices, in quibus natus sum, a me removens tenebras, peccatum scilicet, et ignorantiam. Tu, qui linguas infantium facis disertas, linguam meam erudias atque in labiis meis gratiam tuae benedictionis infundas. Da mihi intelligendi acumen, retinendi capacitatem, addiscendi modum et facilitatem, interpretandi subtilitatem, loquendi gratiam copiosam. Ingressum instruas, progressum dirigas, egressum compleas: Tu qui es verus Deus et homo, qui vivis et regnas in saecula saeculorum. Amen. | Creatore ineffabile, che dai tesori della tua sapienza hai tratto le tre gerarchie degli Angeli, le hai collocate con meraviglioso ordine sopra il cielo empireo ed hai disposto con grandissima precisione tutto l’universo; Tu, che sei celebrato come autentica Fonte della Luce e della Sapienza, e supremo Principio di ogni cosa, dégnati di infondere sulle tenebre del mio intelletto il raggio della tua chiarezza, liberandomi dalle due tenebre in cui sono nato: il peccato e l’ignoranza. Tu, che rendi faconde le lingue degl’infanti, istruisci la mia lingua e infondi nelle mie labbra la grazia della tua benedizione. Dammi l’acutezza dell’intelligenza, la capacità della memoria, il modo e la facilità dell’apprendere, la perspicacia dell’interpretare, il dono copioso del parlare. Disponi Tu l’inizio, dirigi lo svolgimento e portami fino al compimento: Tu che sei vero Dio ed uomo, che vivi e regni nei secoli dei secoli. Amen. |